# Pâturage
Pour les articles homonymes, voir Pâturages (commune) et Pâturage (alimentation).

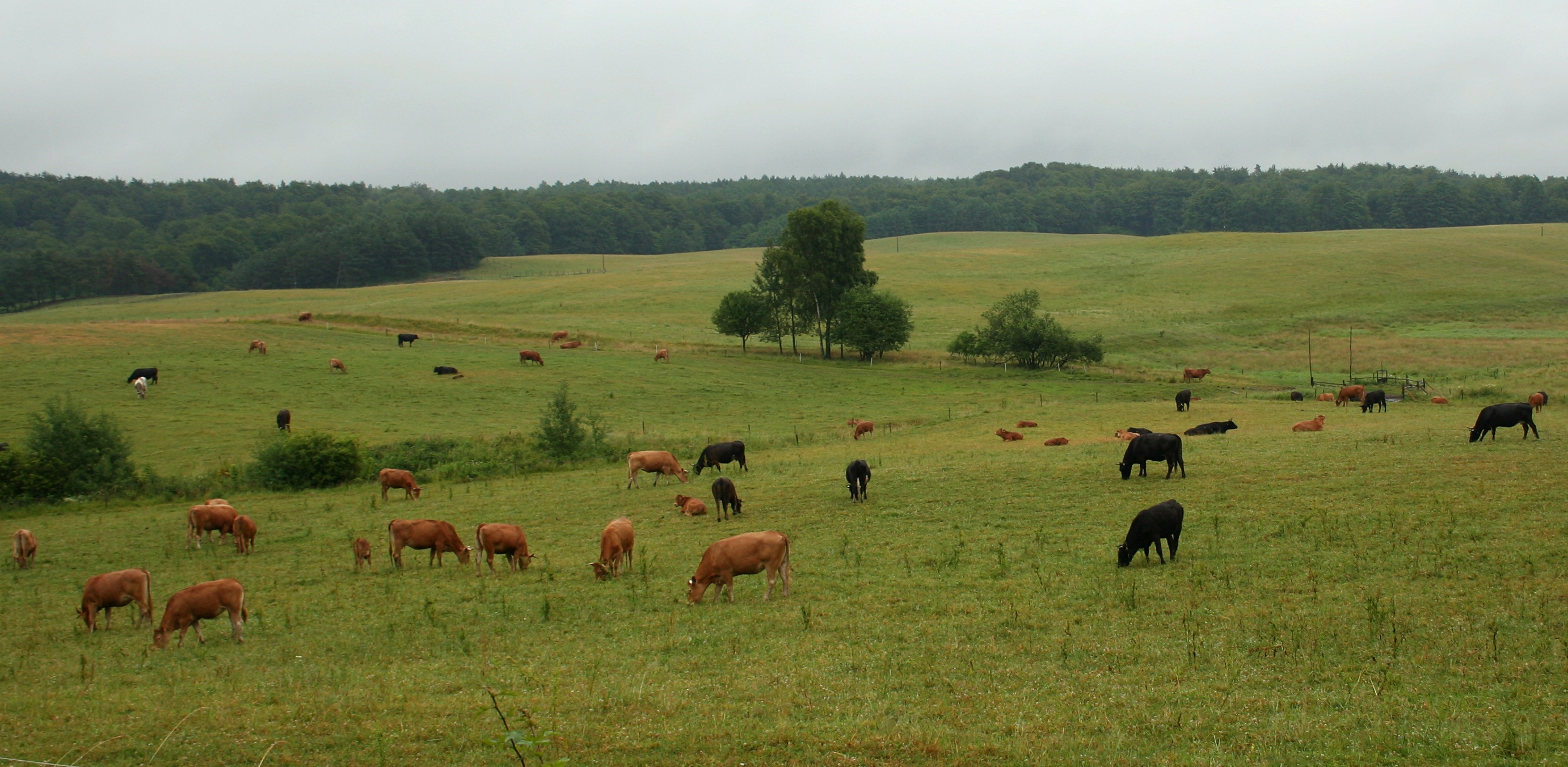
Bovins dans un pâturage de Pologne.

Le pâturage est traditionnellement un espace à base de prairies naturelles dont les herbes et les plantes  sont consommées sur place par les animaux herbivores ou omnivores. Il peut désigner aujourd'hui toute « surface fourragère destinée à une utilisation directe par les animaux pour leur alimentation ».
La pâture, le pacage, ou encore le pâquis, le pâtis, le pasquage, le pasquier, le pastural, la pasture... désignent sous diverses modalités une pâture, c'est-à-dire au sens ancien une « source de nourriture végétale » consommée sur place par un troupeau bovin, ovin, caprin, porcin... divaguant, conduit ou laissé libre dans un espace délimité par l'Homme. Les termes, parfois désuets ou péjoratifs selon les régions françaises, correspondent à une prairie naturelle, parfois plus ou moins arborée et forestière, plus ou moins humide, qui sert directement de pâturage nourricier, en français moderne.
Les réseaux ouverts de pâturages sont appelés parcours.
Pastoralisme désigne l'utilisation traditionnelle des pâturages et parcours par les bergers et leurs troupeaux, très variée selon les pays.

## Présentations étymologiques et évolutions sémantiques

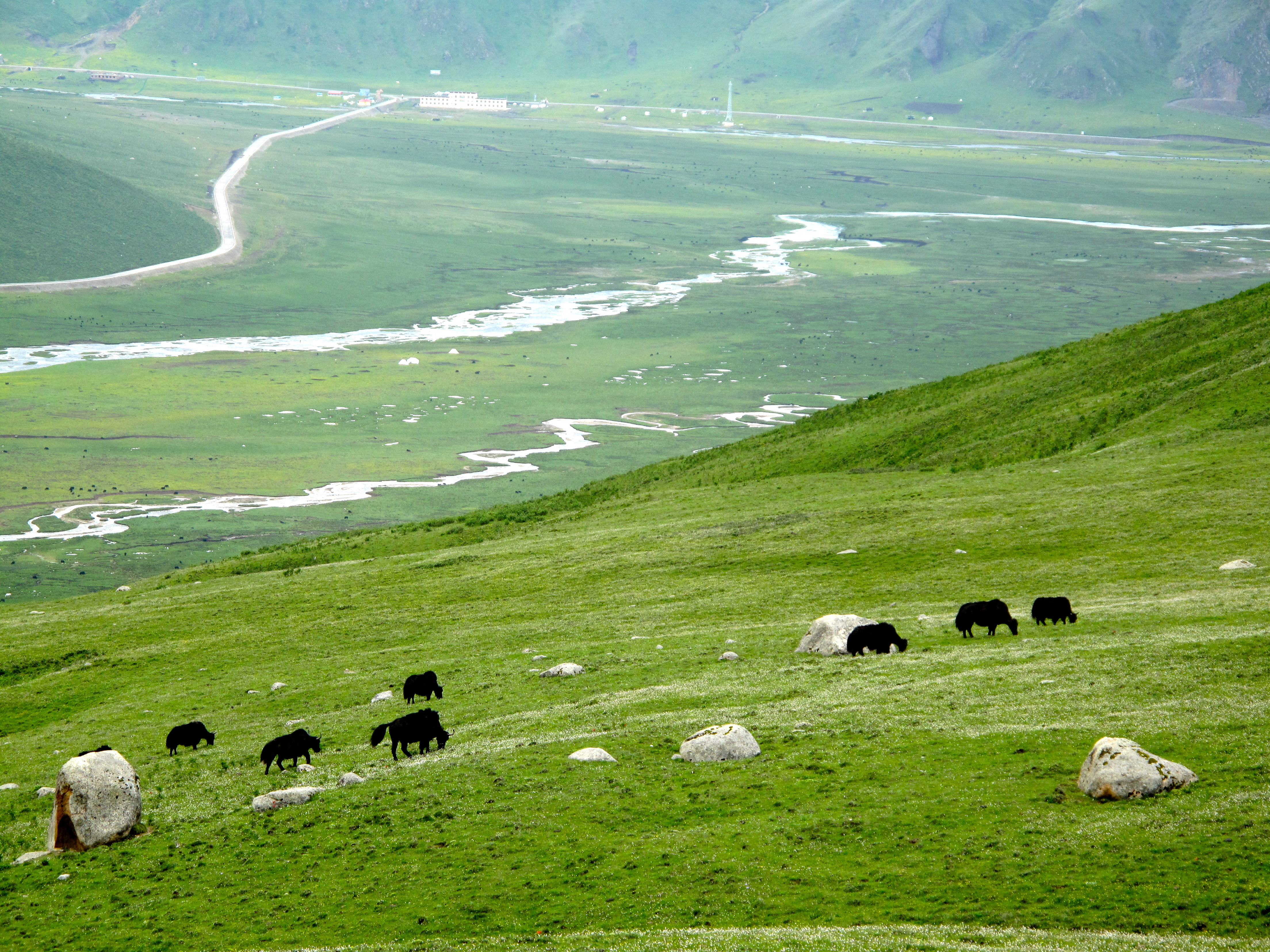
Pâturage avec Yaks, Tibet.

Les termes « pâture » et « pâturage », appartenant à la famille de mots du verbe latin pascĕre, signifiant paître, sont polysémiques en français. Ils apparaissent dans le Livre des Rois en 1190, par évolution et adaptation du mot latin classique féminin pastūra,æ, signifiant "l'action de paître, de brouter une pâture". Ce dernier mot latin, de sens initial assez restreint mais étendu lorsqu'il est passé en bas-latin, provient de pastus, us, de genre masculin, signifiant la pâture (espace de nourriture herbeuse), la nourriture des animaux, l'alimentation végétale de l'homme, et dans un sens étendu, la nourriture. Cette extension sémantique s'est préservée dans les langues romanes, et en particulier en français.
Le verbe ancien français pasturer, à l'origine du verbe pâturer, est attesté vers 1130-1160 dans le roman d'Eneas. Le mot ancien français pasturage, formé par suffixation de pasture, signifie le fait de pâturer, d'être à la pâture ou encore d'en avoir le droit. En effet, pour mener les bêtes à la pâture, il faut posséder des droits de pâturages et avoir un droit d'usage ou un contrat en bonne et due forme, en conséquence payer suivant diverses modalités ou échéances, aux seigneurs. L'ancien français pasture possède aussi d'autres significations, en particulier le pâturon, la corde avec laquelle on attache le cheval par le pâturon (du latin pastoria), ou toute corde ou système technique pour attacher l'animal et le laisser paître.
Le mot pacage, du bas-latin, pascuaticus provient du mot latin pascuum, signifiant pâturage, c'est aussi un substantif du verbe pascere signifiant paître. Le pacage désigne originellement en français les herbages sauvages ou adéquatement préparés où le paysan va nourrir et engraisser les bestiaux et éventuellement la volaille. Le mot pâtis est attesté en ancien français en 1119 sous la forme pastiz, produit de l'évolution du latin populaire pasticium. Le mot latin classique est pastus, désignant la pâture, il est de la même famille que le verbe pascere. Le mot pâquis, plus commun dans l'est de la France, possède la même origine que celle de pâtis. Selon le trésor de la langue française, il s'agirait d'une variante dialectale par croisement avec pasquier « pâturage », attesté en 1251 dans le dictionnaire Godefroy, du latin populaire pascuarium « pâturage » attesté vers 955-985, il provient de l'ancien français paaquis attesté en 1284, et ne prendrait qu'en 1671 sa forme définitive pâquis.
Ces mots de la même famille que pâturage n'ont pourtant connu ni la même évolution sémantique ni les mêmes usages. Le terme pacage(s), souvent au pluriel, assez neutre, s'applique à des espaces étendus, souvent en statut d'indivision, qui ont évidemment régressé par l'emprise foncière ou se sont retrouvés à des anciens terroirs pauvres et abandonnés... Ce sont ainsi souvent des pâturages non entretenus ou laissés en partie à l'abandon.

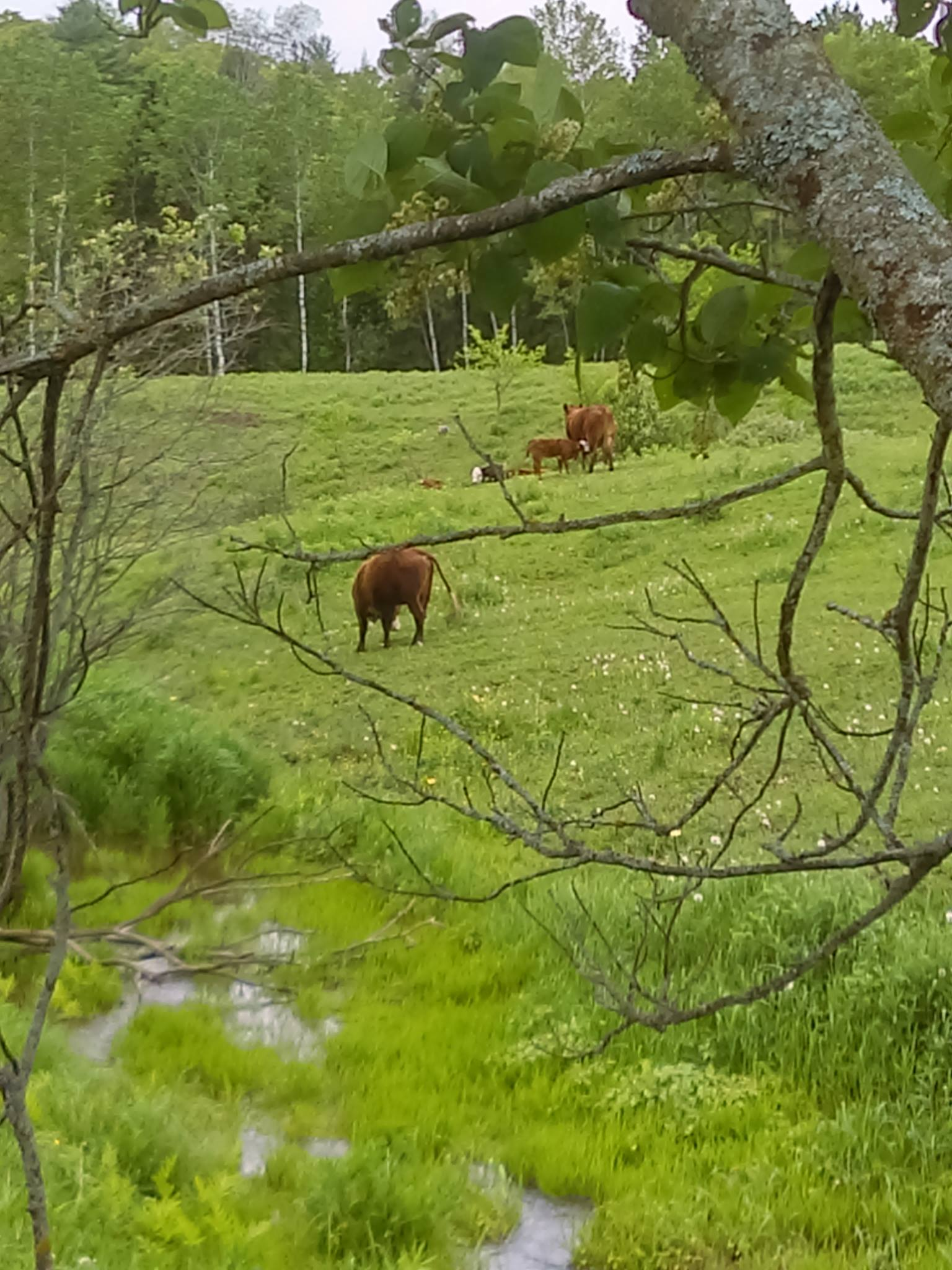
Animaux en pâturage

Notons que le terme pacage, polysémique à l'instar de pâturage, a été au XXe siècle généralisé à l'élevage piscicole ou au mode de nourriture piscicole, avec par exemple le pacage lacustre.
L'usage du substantif de genre masculin pâtis, attesté depuis 1740 ou à la fin du XVIIe siècle avec la forme pastis, est largement préservé par la microtoponymie paysanne, mais dévalorisé par son contenu nutritif à l'instar du pastural, il s'agit aujourd'hui d'un mot vieilli et régional. La bonne gestion collective de cet espace herbacé justifie les pâtis communaux reconnus après la Révolution. Mais le mot a servi relativement tôt, peut-être avant le XVIIe siècle malgré l'adjectif gras qui qualifie les riches pâtis fabuleux de La Fontaine, et surtout le XIXe siècle, à indiquer une terre inculte, des landes ou des friches, bref de maigres pâtures sur lesquelles les paysans laissaient paître par défaut leur gros ou petit bétail. En ce sens précis, le pâtis se distingue rapidement du pâturage, source de nourriture herbacée plus noble. Ainsi, les grands espaces de pâtis semés de bois et de buissons, voire de broussailles ou d'épines après l'exode rural, se nomme parfois pacage. Mais, il ne faut oublier que l'appropriation d'un pâtis ou d'une parcelle de pacage, ou son attribution par l'autorité seigneuriale, communautaire ou communale, permet de créer un parc herbager ou espace de prairie naturelle pour y faire paître momentanément le petit troupeau d'un propriétaire ou éleveur.
Le substantif pâquis a été encore plus facilement oublié, alors qu'il est également préservé par la micro-toponymie actuelle de l'est de la France. En Lorraine, au XVIIIe siècle, le pâquis est un espace ouvert, c'est-à-dire une partie du finage nommé "campagne", la plupart du temps une terre pauvre, laissée à la pâture, un pâturage placé sous le statut juridique de l'indivision, notamment communautaire ou propre aux communs, et placée après la Révolution sous l'égide communale. Mais les pâturages ne sont pas seulement des champagnes ou pays ouverts, autrefois ils incluaient les friches, les communaux, les landes, les bruyères, les bois ouverts, les milieux humides parfois arborés qui n'étaient pas ou plus aménagés en prairies humides ou de fauche...

## Vocabulaire
L'adjectif pastoral, les mots pâtre ou pastoureau, tout comme pastourelle en art et pastorat en religion, sont associés au sens originel latin, aux vocables pâture et pâturage.
L'éleveur emploie à la fin du XXe siècle plus familièrement l'expression "mettre au pâturage" ou "lâcher dans les prés". Il faut signaler que le pâturage, parfois qualifié par l'adjectif naturel, représente fréquemment une prairie de qualité moyenne dans les exploitations productivistes du XXe siècle, la plupart du temps jugée insuffisante pour assurer l'engraissement des animaux destinés à la boucherie ou pour alimenter les vaches productrices de lait. En effet, la gestion des pâturages est un art difficile, le plus souvent perdu avec la mécanisation et la perte des techniques traditionnelles, demandant une présence et surveillance constante de l'éleveur. Les pâturages artificiels ou améliorés sont constitués de plantes fourragères que l'éleveur sème, ce dernier peut alors faire paître sur place ou couper pour affourager à l'étable ou aux bêtes maintenues en stabulation. Notons que la première mise au pâturage d'un jeune animal herbivore, autrefois nommé élève, nécessite un assez long temps d'apprentissage pour bien savoir brouter, ainsi le veau à peine sevré apprend en regardant, en imitant, les vaches adultes du troupeau qui font son éducation pratique, l'éloignant par instinct des zones déjà pâturées, souvent souillées de bouses, potentiellement toxiques. Un savoir éthologique, fruit de lointaine accoutumance à vivre-ensemble et observations partagées, des anciens éleveurs, il est vrai souvent mutiques et peu enclins à s'exprimer en conférences ou par écrit, a été retrouvé en partie par la démarche scientifique. Même pour les animaux, savoir pâturer ou brouter reste une technique qui s'apprend essentiellement par transmission de savoir.
Les pâturages sont bizarrement qualifiés par l'adjectif accidentel, du point de vue de l'agriculture intensive, comme si le troupeau s'était échappé pour accomplir d'irrémédiables dégâts, ainsi les pâturages accidentels désignent au XXe siècle ce qui était autrefois la jachère ou versaine, le chaume après la moisson, le parcours des prairies naturelles ou artificielles, voire des champs de céréales couchés ou non récoltés.

## Histoire, techniques herbagères paysannes et littérature
« Le labourage et le pâturage sont les deux mamelles dont la France est alimentée et les vraies mines et trésors du Pérou. »

— duc de Sully, Mémoires des sages et royales économies d'État , tome I, 1638, p.283 

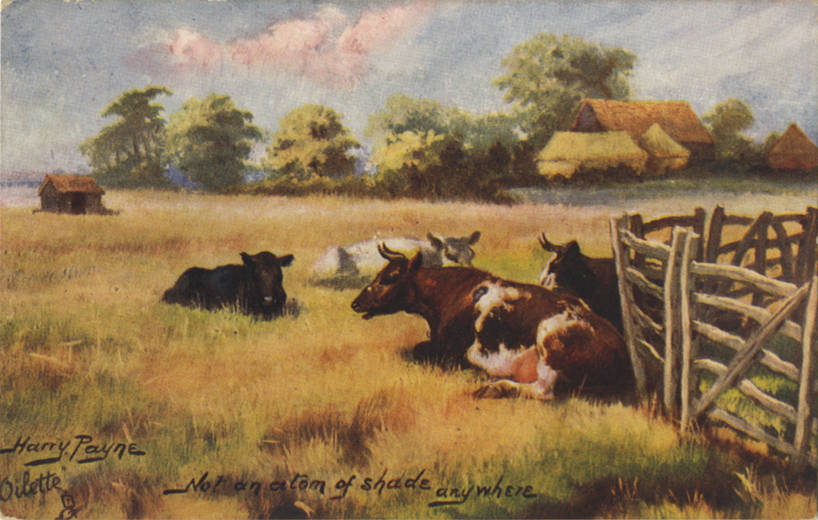
Tableau intitulé Not an Atom of Shade Anywhere (Pas la plus petite ombre).

Le pâturage désigne l'espace où l'éleveur fait paître le bétail en certains moments de l'année. Il existe le vieux pâturage caractérisé par une pâture itinérante, à diverses fréquences annuelles, par un type de pâture à rythme pendulaire réversible, impliquant la sortie du troupeau aux alentours de l'étable d'hiver, puis vers les mayens ou pâturages de mai en moyenne montagne, pour culminer vers la saint Jean sur les estives d'altitudes, alpages ou chaumes, avant de redescendre, ou encore de manière plus évoluée par une pâture régulée et tournante, évitant le surpâturage. Le temps de repos nécessaire à la repousse de l'herbe est variable selon les lieux et les saisons. En moyenne approximative, sur les bons pâturages, un mois en avril, de l'ordre de deux semaines au mieux en mai, plus de 25 jours en juin et juillet, plus d'un mois en août avec une herbe plus courte, plus de deux mois en automne et plus de quatre durant les hivers doux. Il reste qu'il est difficile de généraliser un modèle ou une représentation pertinente, tant la diversité des pâtures et pacages ou des climats étaient autrefois importantes, couvrant des espaces d'étendues pierreuses ou sableuses, des chaumes quasi-désertiques à herbes rapidement sèches à des zones humides et fraîches ou pâtis à végétation luxuriante comprenant grands arbres, haut herbage et étangs à roselière, ou encore des marais méridionaux fréquentés en période froide et insalubres et mortels en période estivale.

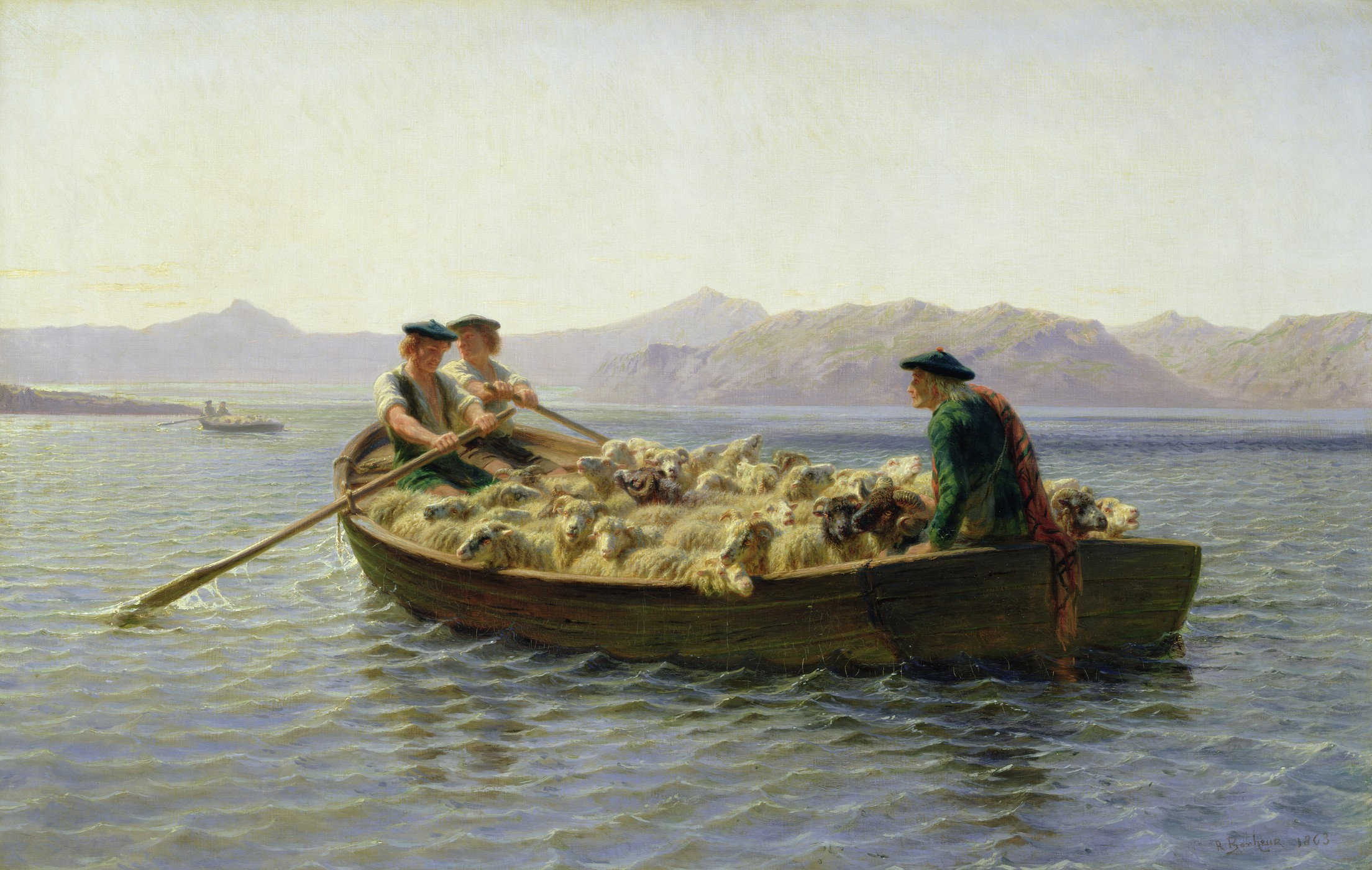
Changement de pâturage (Highlands)
Rosa Bonheur, 1863
Kunsthalle de Hambourg

L'éleveur peut programmer une chaîne de pâturage (appelée aussi rotation de pâturage) : il élabore un circuit de pâturage en fonction des possibilités de ressources (composition, stade de développement) par rapport à la végétation disponible. Le type de sol, l’exposition, l’accès à la ressource, la présence de zone de repos, de point d’abreuvement, le faciès de végétation, la taille du troupeau, l’état de sortie souhaité, dictent son choix quant à l'utilisation successive des parcelles au cours de la campagne.
Un pâturage bien géré, sur un sol assez peu humide et qui ressuie bien, donc très différents des prairies humides aménagées par l'homme ou des sols gorgés d'eau ou franchement tourbeux, fournit en général plus d'herbes en qualité et en quantité que la coupe régulière de parcelles herbagères protégées, par exemple la fauche de fenaison dont le ban est ouvert le plus souvent à la saint Jean ou solstice d'été. Le piétinement des bêtes favorise le tallage, c'est-à-dire l'épaississement de la formation végétale à la base, et le broutage ou pâture au sens ancien, la paisson ou le panage, des animaux améliore indéniablement en quelques années le pâturage, en particulier la dent du bétail favorise souvent les légumineuses et a pour effet de rendre l'herbe plus nourrissante. Ce phénomène est particulièrement remarquable dans les prés salés des rivages maritimes ou les pâturages d'altitude. L'élevage bovin intensif généralisé progressivement après le XVIIe siècle, maintenant les vaches à l'étable, s'explique par la structure foncière figée et la volonté d'avoir une herbe fraîche non souillée, non piétinée près des maisons et des réserves les plus importantes possibles pendant le long hivernage du troupeau.

### Aspects paysagers et juridiques (droit de pacage)

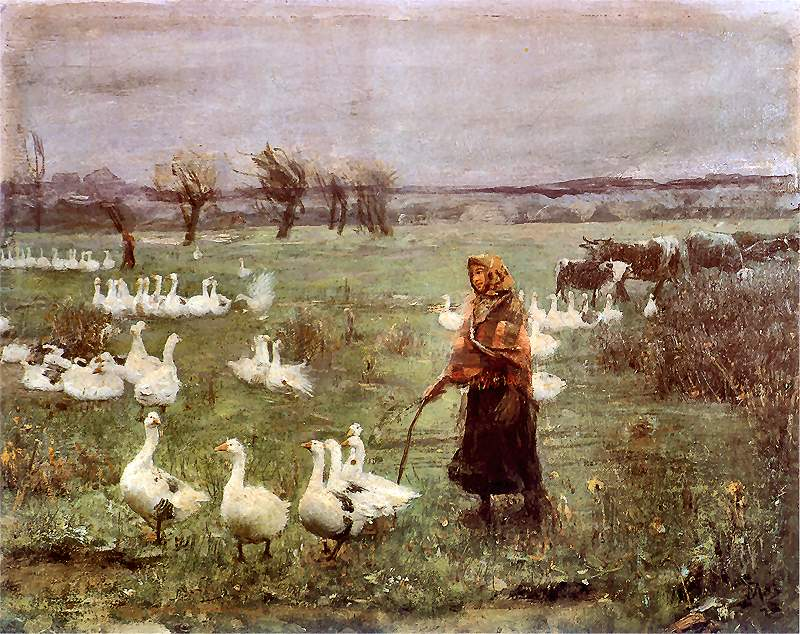
Pâturage d'oies et bovins, Pologne, 1883.

Obtenir l'usage du pâturage, avoir le pâturage sur une terre donnée signifiait que l'éleveur ou plus souvent les divers groupements, associations, consortages, sociétés... d'éleveurs avaient des droits de jouissance, droits de pacage précis, voire une assurance et garantie de ce droit par des contrats de locations, d'acensement ou de fermage, ou simplement de propriétés individuelles ou collectives. Dans tous les cas, l'éleveur payait tôt ou tard au seigneur, parfois par l'intermédiaire du propriétaire imposé, un "droit de pâturage", même s'il n'en portait pas ouvertement le nom ou l'appellation.
Le « Pasquerium » ou droit de pascuage est une redevance payée au Moyen Âge pour droit de pacage à certains moments du calendrier agricole, par exemple les archives départementales des Bouches-du-Rhône ont conservé l’un de ces comptes, dressé en 1300-1301 par Jean d’Apulie, receveur et collecteur des droits de pasquerium perçu sur les troupeaux étrangers dans les vastes pâturages du Sud où la Cour avait des droits de seigneurie.
Le pacage sur les champs moissonnés ou récoltés pouvait donner lieu à un impôt seignieurial, la blairie.
Le libre pacage a reculé avec le lent développement de l'enclosure et de la propriété privée en Occident, et la loi du partage du 5 juin 1793 en France. Il se pratique toutefois encore sous d'autres noms et modalités en Afrique et dans de nombreuses sociétés traditionnelles.
Au Moyen Âge et jusqu'au XVIIe siècle, les lieux de pacage pouvaient inclure les friches, garrigues, landes et prés communaux ou d'autres lieux, forestiers faisant l'objet d'un Droit de pacage associé à la vaine pâture dans un droit, une coutume ou des tolérances plus ou moins formalisés selon les régions et les époques. La notion de pacage était alors souvent associée à l'idée de milieux sauvages librement exploités. Ainsi Émile Littré, dans son Dictionnaire de la langue française (1872/1877) cite-t-il Olivier de Serres : « Les herbages sauvages sont les pascages et pastis que sans artifice la nature fait d'elle mesme, non sujets à culture, et lesquels communement sont revestus d'arbres sauvages ».

### Aspects agro-écologiques

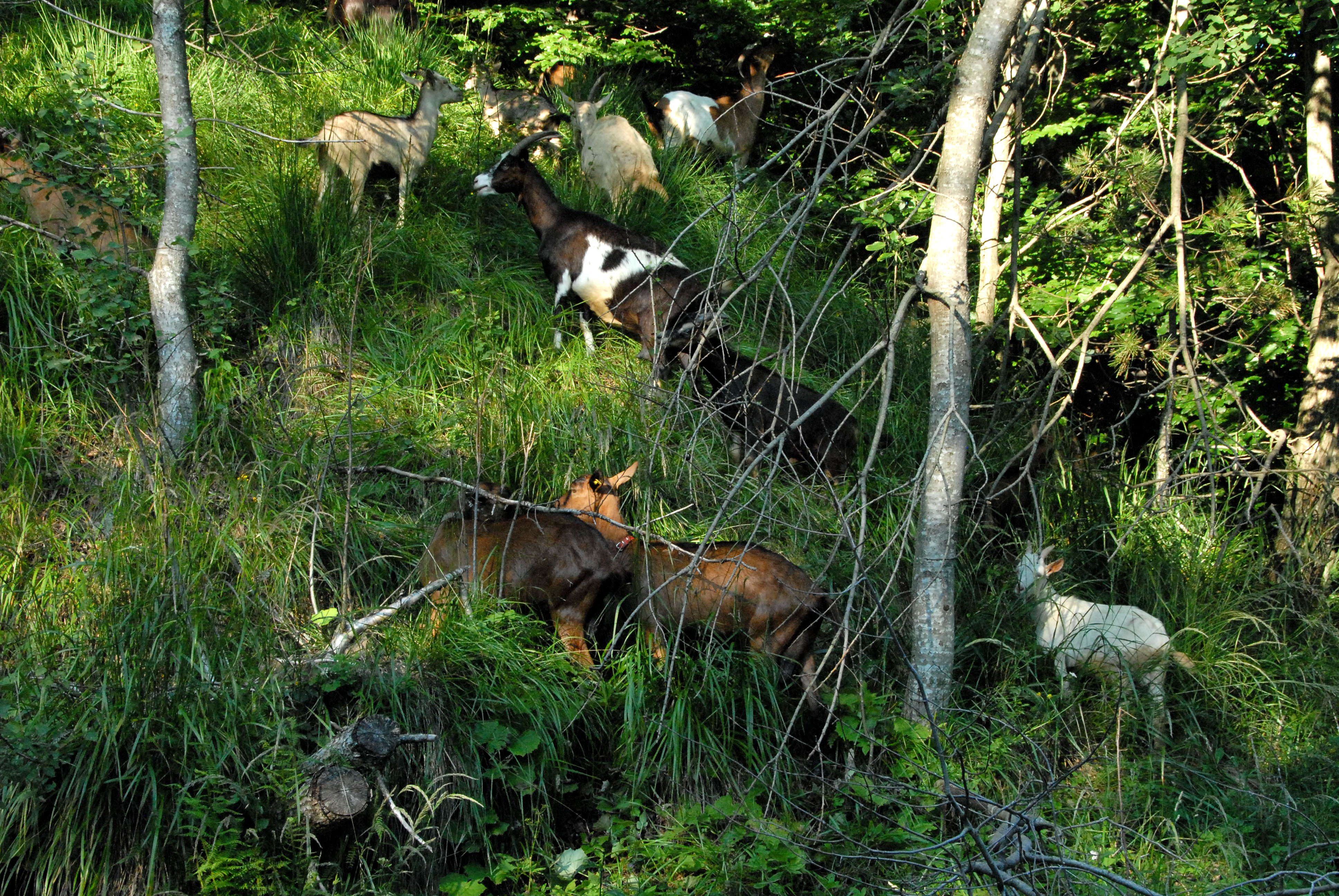
Pâturage acrobatique de chèvres permettant l'entretien de zones d'accès difficile ; Frioul.

Les animaux domestiques ont ainsi longtemps entretenu des prés non fauchés ou des prairies sèches proches des habitats, des clairières et des parcours, nommés par l'agrobiologiste moderne "corridors ouverts", remplaçant certaines fonctions écologiques majeures des grands herbivores disparus de la Préhistoire (retournement et fouille du sol, entretien de milieux ouverts, enrichissement du milieu par les excréments, diversification des espèces, dispersion de graines, spores et autres propagules par les déplacements locaux ou transhumances).

### Types de pâturage
Plusieurs modes de pâturage sont pratiqués par les professionnels ou les particuliers qui peuvent avoir de petits élevages ;
- le pâturage tournant simplifié : avec subdivision du pâturage en parcelles ;

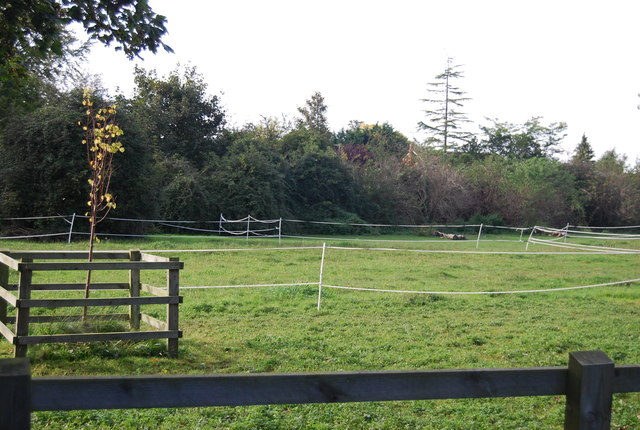
Paddocks avec clôture électrique.

- Paddocks avec clôture électrique.le pâturage tournant dynamique : l'exploitation des différentes parcelles (paddocks…) est complexe et planifiée ;
- le pâturage avec fil avant : un fil de clôture est déplacé par l'éleveur pour permettre l'accès à de nouvelles surfaces.

Ces techniques sont utilisées pour maximiser et optimiser la gestion de la ressource en herbe (éviter les refus et autres effets indésirables).